# Piotr Wiśniewski (piłkarz)
Piotr Wiśniewski (ur. 11 sierpnia 1982 w Starogardzie Gdańskim) – polski piłkarz, grający ostatnio na pozycji pomocnika w Lechii Gdańsk. Wcześniej występował w Wierzycy Starogard Gdański i Kaszubii Kościerzyna. W Ekstraklasie rozegrał 181 spotkań i strzelił 31 goli. 28 maja 2017 roku rozegrał swój ostatni mecz przed gdańską publicznością, w meczu 36. kolejki z Pogonią Szczecin.

## Kariera klubowa

### Wierzyca Starogard Gdański
Piotr jest wychowankiem Wierzycy Starogard Gdański. W Starogardzkim klubie grał w latach 2000-2003, strzelając 48 goli w 104 meczach. Grę w piłkę łączył z pracą zawodową. 

### Kaszubia Kościerzyna
Został zauważony przez ówczesnego trenera Kaszubii Kościerzyna Tomasza Kafarskiego. Ten klub zaproponował mu tyle samo za samo granie w piłkę, ile miał po połączeniu wypłat z fabryki i Wierzycy. Przeniósł się więc z chęcią, mimo że prezydent Starogardu Gdańskiego obiecał mu znalezienie lepszej pracy. Grał w Kaszubii w latach 2003-2004, strzelając 22 gole w 31 meczach. 13 listopada 2004 roku Wiśnia strzelił bramkę Lechii w trzecioligowym meczu. Był to jego ostatni mecz dla kościerskiego klubu, na wiosnę grał już w biało-zielonych barwach. 

### Lechia Gdańsk
30 kwietnia kwietnia 2005 roku Piotr Wiśniewski rozegrał swój pierwszy mecz w barwach Lechii, która pokonała wówczas w meczu III ligi Amicę II Wronki 1:0. Lechia zapłaciła za niego 10 tysięcy złotych. Co ciekawe, jedna połowa z tych pieniędzy została przelana na konto Kaszubii, a druga trafiła do Wierzycy. 06 listopada 2005 roku Wiśnia strzela pierwszego w karierze gola dla Lechii w meczu przeciwko Górnikowi Polkowice, a podopieczni Marcina Kaczmarka po raz pierwszy w drugoligowym sezonie przywożą trzy punkty z wyjazdu. 20 września 2008 roku Piotrek debiutuje w Ekstraklasie, zmieniając w 74. minucie wyjazdowego meczu z GKS-em Bełchatów, Macieja Rogalskiego. Lechia przegrywa 0:1. 28 listopada 2008 roku Wiśnia po raz pierwszy wpisuje się na listę strzelców w Ekstraklasie, w 67. minucie pokonuje Jana Muchę, jednak to nie wystarczy. Lechia przegrywa 2:3 z Legią u siebie. 08 grudnia 2015 roku w plebiscycie na najpopularniejszego piłkarza 70-lecia Lechii Gdańsk, Piotr Wiśniewski zajmuje szóste miejsce. 28 maja 2017 roku Piotrek (razem z Mateuszem Bąkiem) kończy zawodową karierę, w pożegnalnym meczu z Pogonią Szczecin zdobywa czwartą bramkę dla Lechii. Grał w Lechii przez 13 lat, strzelając 45 goli w 239 meczach. Jest legendą Lechii Gdańsk.  

## Statystyki
| Klub                       | Sezon              | Liga               | Liga  | Liga   | Puchar kraju | Puchar kraju | Europa | Europa | Suma  | Suma   |
| Klub                       | Sezon              | Liga               | Mecze | Bramki | Mecze        | Bramki       | Mecze  | Bramki | Mecze | Bramki |
| -------------------------- | ------------------ | ------------------ | ----- | ------ | ------------ | ------------ | ------ | ------ | ----- | ------ |
| Wierzyca Starogard Gdański | 2000/01            | IV liga            | 38    | –      | –            | –            | –      | –      | 38    | –      |
| Wierzyca Starogard Gdański | 2001/02            | IV liga            | 32    | 17     | –            | –            | –      | –      | 32    | 17     |
| Wierzyca Starogard Gdański | 2002/03            | IV liga            | 34    | 31     | –            | –            | –      | –      | 34    | 31     |
| Ogólnie                    | Ogólnie            | Ogólnie            | 104   | 48     | –            | –            | –      | –      | 104   | 48     |
| Kaszubia Kościerzyna       | 2003/04            | III liga           | 26    | 12     | –            | –            | –      | –      | 26    | 12     |
| Kaszubia Kościerzyna       | 2004/05            | III liga           | 15    | 10     | –            | –            | –      | –      | 15    | 10     |
| Ogólnie                    | Ogólnie            | Ogólnie            | 31    | 22     | –            | –            | –      | –      | 31    | 22     |
| Lechia Gdańsk              | 2004/05            | III liga           | 7     | –      | –            | –            | –      | –      | 7     | –      |
| Lechia Gdańsk              | 2005/06            | II liga            | 18    | 3      | –            | –            | –      | –      | 18    | 3      |
| Lechia Gdańsk              | 2006/07            | II liga            | 12    | 6      | –            | –            | –      | –      | 12    | 6      |
| Lechia Gdańsk              | 2007/08            | II liga            | 16    | 4      | 1            | 1            | –      | –      | 17    | 5      |
| Lechia Gdańsk              | 2008/09            | Ekstraklasa        | 23    | 3      | 1            | 0            | –      | –      | 24    | 3      |
| Lechia Gdańsk              | 2009/10            | Ekstraklasa        | 28    | 3      | 2            | 0            | –      | –      | 30    | 3      |
| Lechia Gdańsk              | 2010/11            | Ekstraklasa        | 11    | 3      | 1            | 0            | –      | –      | 12    | 3      |
| Lechia Gdańsk              | 2011/12            | Ekstraklasa        | 21    | 3      | –            | –            | –      | –      | 21    | 3      |
| Lechia Gdańsk              | 2012/13            | Ekstraklasa        | 24    | 6      | 2            | 1            | –      | –      | 26    | 7      |
| Lechia Gdańsk              | 2013/14            | Ekstraklasa        | 29    | 3      | 3            | 1            | –      | –      | 32    | 4      |
| Lechia Gdańsk              | 2014/15            | Ekstraklasa        | 23    | 6      | 1            | 0            | –      | –      | 24    | 6      |
| Lechia Gdańsk              | 2015/16            | Ekstraklasa        | 9     | 0      | 1            | 2            | –      | –      | 10    | 2      |
| Lechia Gdańsk              | 2016/17            | Ekstraklasa        | 4     | 1      | 2            | 0            | –      | –      | 6     | 1      |
| Ogólnie                    | Ogólnie            | Ogólnie            | 225   | 40     | 14           | 5            | –      | –      | 239   | 45     |
| Ogólnie w karierze         | Ogólnie w karierze | Ogólnie w karierze | 360   | 110    | 14           | 5            | –      | –      | 374   | 115    |